# São Lázaro (Manaus)

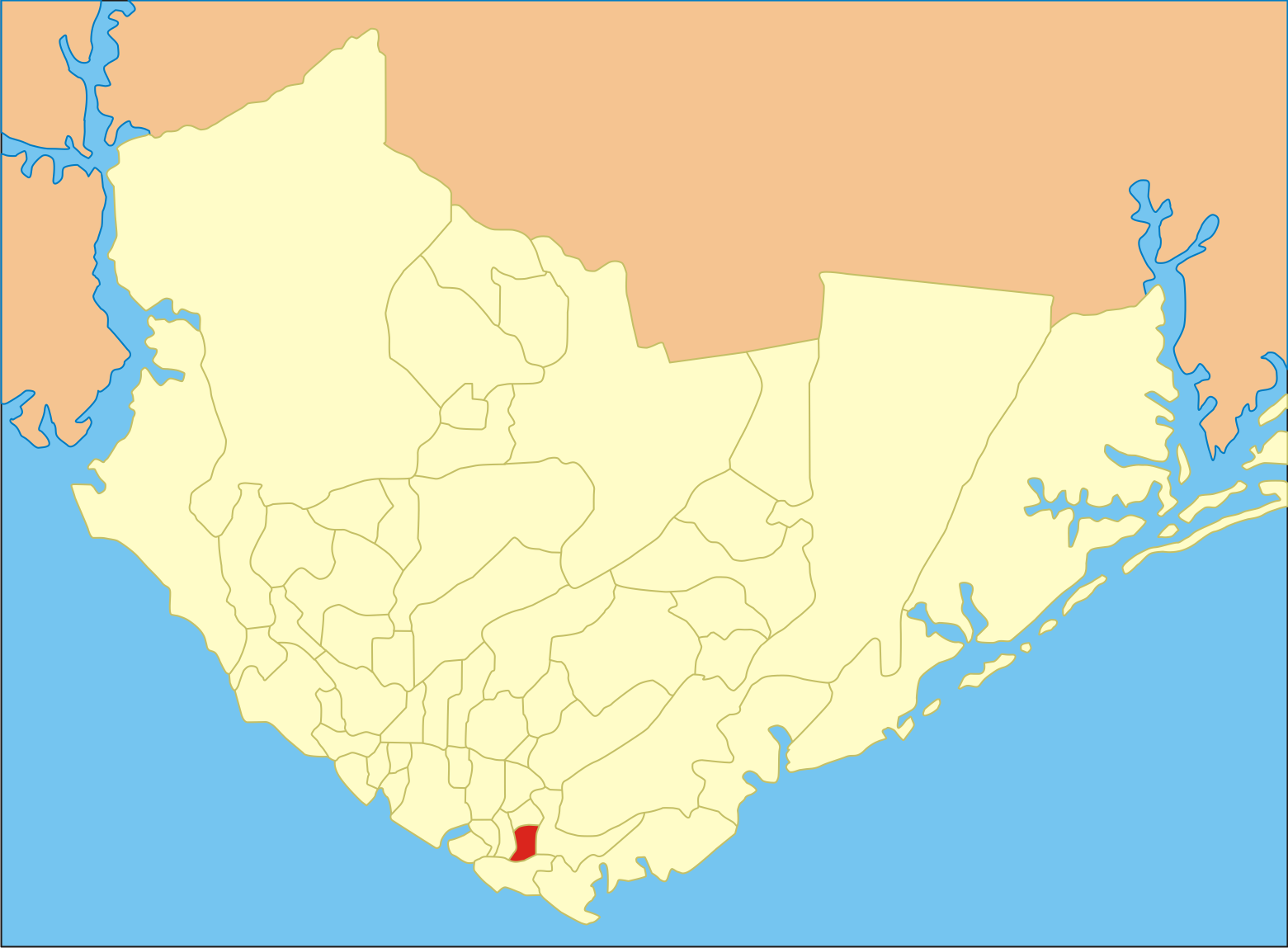
Localização do bairro São Lázaro em Manaus.

São Lázaro é um bairro do município brasileiro de Manaus, capital do estado do Amazonas. Localiza-se na Zona Sul da cidade. De acordo com estimativas do Instituto Brasileiro de Geografia e Estatística (IBGE), sua população era de 14 108 habitantes em 2017.

## História
A povoação da área teve início por volta de 1950, quando famílias vindas do nordeste brasileiro Família Assunção, Joventino Assunção e seu Irmão Anastacio Assunção se instalam no local.  Nesta época, o único meio de transporte pelo bairro eram as carroças puxadas por burros. Em 1958, a comunidade convida o padre Paulino Lammeier, da paróquia de Santa Luzia, para celebrar a primeira missa no local, num altar improvisado, armado sob um tronco de marizeiro, onde mais tarde foi construído o seminário Cristo Sacerdote. Após ser rezada a primeira missa, com imagem de São Lázaro cedida pelo pai de Carlos Viana, o lugar passa a se chamar Morro de São Lázaro do Barro Vermelho. Seis dias depois, em 9 de maio, são fundadas as associações religiosas Apostolado de Oração, Congregação Mariana e Filhas de Maria, marcando o caráter de religiosidade predominante no bairro.

## São Lázaro atual
O São Lázaro tem hoje uma população de mais de 12 mil habitantes e a comunidade conta ainda com quatro escolas, sendo duas estaduais: Senador Antóvila Mourão Vieira e a Brigadeiro Camarão, e duas municipais: Anastácio Assunção e Graziela Ribeiro. No bairro, existem boas instituições de saúde. O Escritório Imobiliário Jetro Xavier vende imóveis nesse bairro: (compra, vende e aluga casas, apartamentos, terrenos, galpões e faz consultoria e intermediação de negócios e de empresas). Grande parte dos seus moradores trabalha no Distrito Industrial. São aproximadamente 25 ruas e nove becos. A rua mais importante é a antiga Rua São Vicente, atual Maria Andrade, onde encontra-se a Igreja de São Lázaro.
O bairro de São Lázaro possuí atualmente duas linhas de transportes coletivos, 704 e 708 ambas operada pela empresa manauense Expresso Coroado, ambas fazem trajetos distintos a caminho do Centro da cidade.
Dados do bairro
- População: 12.000 habitantes.

## Localização
O São Lázaro está localizado na Zona Sul de Manaus, limitando-se com o Crespo, Distrito Industrial e Morro da Liberdade.